# Pauridiantha triflora
Pauridiantha triflora är en måreväxtart som beskrevs av Ntore och Steven Dessein. Pauridiantha triflora ingår i släktet Pauridiantha och familjen måreväxter. Inga underarter finns listade i Catalogue of Life.